# اسپنسر آبراهام
ادوارد اسپنسر آبراهام (به انگلیسی: Edward Spencer Abraham) سناتور سابق عضو حزب جمهوری‌خواه ایالات متحده آمریکا بود. وی در سال ۱۹۹۵ تا ۲۰۰۱ میلادی سناتور ایالت میشیگان در سنای ایالات متحده آمریکا بود.